# 蜀西黄耆
蜀西黄耆（学名：Astragalus souliei）为豆科黄芪属的植物，为中国的特有植物。分布于中国大陆的四川等地，生长于海拔2,000米至2,900米的地区，见于山沟溪边和石隙中，目前尚未由人工引种栽培。